# 895
Năm 895 là một năm trong lịch Julius.